# Cape Jackson (Neuseeland)
Cape Jackson ist ein Kap am Nordostende der Marlborough Sounds des Marlborough District auf der Südinsel von Neuseeland.

## Geographie
Cape Jackson befindet sich rund 40 km nordöstlich von Picton und rund 50 km nordwestlich von Wellington am nordöstlichen Ende der großen weitverzweigten Halbinsel, die nordwestlich den Queen Charlotte Sound flankiert. Die lange Landzunge an dessen Ende sich das Kap befindet, wurde von den Māori „Te Taonui-a-Kupe“ genannt, was soviel bedeutet, wie der Speer von Kupe.
Zusammen mit Cape Lambert, 6,8 km weiter westlich, bildet Cape Jackson auf seiner Westseite den Abschluss des Naturhafens Te Anamāhanga/Port Gore und 11,7 km weiter südöstlich mit dem Cape Koamaru den Abschluss des Queen Charlotte Sounds.
Das Kap, das aus einer halbinselförmigen Felsenkuppe besteht, die eine Höhe von 86 m aufweist, ist nicht über eine Straßenverbindung zu erreichen, sondern nur über einen von der Anakakata Bay aus zum Kap führenden Wanderweg.

## Cape Jackson Lighthouse
Das Cape Jackson Lighthouse befindet sich auf der Kuppe des Kaps und ersetzte das ehemals rund 600 m nordöstlich auf einem Felsen installierte Leuchtfeuer.

## Queen Charlotte Wilderness Park
Das Kap ist Bestandteil des Queen Charlotte Wilderness Parks.